# Tomasz Froelich
Tomasz Froelich, né le 15 octobre 1988 à Hambourg (RDA), est un homme politique allemand. Membre de l'Alternative pour l'Allemagne (AfD), il est élu député européen le 9 juin 2024.

## Biographie
Tomasz Froelich est né à Hambourg. Il y a passé son enfance ainsi qu'à Szczecin, en Pologne.  Ses grands-parents étaient l'inventeur polonais et participant de la guerre polono-bolchevique (1920) Adolf Froelich, et Marian Kornet (pseudonyme « Trąbka »), qui a combattu lors de l'insurrection de Varsovie (1944)[réf. nécessaire]. En 2008, il obtient son Abitur au Wilhelm-Gymnasium de Hambourg. Il étudie ensuite les sciences politiques, le développement international et la socioéconomie à l'université de Vienne. Pendant et après ses études , il est assistant de recherche à l'Institut autrichien d'économie et de philosophie sociale aux côtés de Martin Rhonheimer (de).

### Parcours politique
Adolescent, Froelich était membre des Jeunes Libéraux. Il dirige un blog libertarien, Freitum, durant ses études et publie pour des médias appartenant au spectre populiste et libertaire de droite, notamment eigentümlich frei (de), Freilich, Krautzone, Junge Freiheit ou encore Blaue Narzisse (de),.
Après avoir terminé ses études, à partir de juin 2016, il travaille comme collaborateur parlementaire auprès du groupe AfD au parlement du Land de Bade-Wurtemberg. Peu de temps après, il occupe la fonction de chef du cabinet de Jörg Meuthen, alors dirigeant de l'AfD.
Depuis février 2019, il devient vice-président fédéral de la Jeune Alternative pour l'Allemagne. De  manière parallèle, de 2019 à 2021, il assure la présence présidence de ce mouvement à Hambourg,.
En juillet 2023, lors de la conférence du parti à Magdebourg, il est désigné comme candidat, en 12e position, sur la liste de l'AfD pour les élections européennes de 2024. Il est élu député européen le 9 juin 2024.